# Modelo para la construcción de consenso
El presente artículo aborda el modelo para la construcción de consenso. El escenario postmoderno se caracteriza por los rápidos cambios, con lo cual las diferentes organizaciones e instituciones se ven obligadas a cumplir sus funciones tradicionales y adquirir otras con el fin de adaptarse al cambio, lo cual conlleva a un ambiente de múltiples tensiones; en este contexto y a partir de un estudio exploratorio realizado por la doctora Aura M. Torres Reyes mediante la Investigación-Acción, se desarrolló un modelo para la estandarización de procesos y procedimientos dentro del ámbito educativo generalizable a otros escenarios que requieran conciliar las diferentes perspectivas de los actores del contexto a través de un ejercicio sinérgico. El modelo propone tres ciclos de desarrollo que son enmarcados en tres procesos continuos y elípticos que permiten: la validación, el avance, y la socialización de los saberes requeridos para el logro del consenso previo a la puesta en marcha de un proceso.

## Introducción
La ciencia al servicio de la sociedad ha sido un punto de debate álgido durante las últimas décadas (2010), tal vez por la necesidad de romper la barrera entre teoría y práctica que había distinguido a la ciencia durante mucho tiempo, en donde esta en su afán por salirse de los modelos ocultistas y medioevales entra al renacimiento con el objetivo de establecer un límite claro entre lo científico y lo no científico, por ende, los modelos positivistas se constituyeron en un paradigma de ciencia irrefutable hasta hace algunas décadas, pero gracias a Kunt (1996) con su teoría histórica de la ciencia, se abrió una puerta importante en donde el criticismo inicia un camino de reflexión en torno al significado de ciencia.
En esta línea, aparecen los modelos y los enfoques cualitativos que rescatan aquellos fenómenos que forman parte de la realidad, pero no pueden ser abordados en su totalidad por los modelos positivistas. Todo esto tiene como fondo un escenario de cambio constante, en donde las barreras físicas comienzan a ser disipadas en un contexto de múltiples transformaciones.
La educación inmersa en estas transformaciones ha tenido que incorporar a su estructura diversas teorías, entrar al debate entre lo local y lo global, entre la oferta y la demanda y otras tensiones que, conllevan a generar nuevas formas de transformación del que hacer en el escenario educativo.
Sin embargo, estas transformaciones se enmarcan no solo respondiendo a unas demandas externas, sino también a una dinámica interna. Por esto, los modelos que se aplican tanto para la investigación como para la intervención en el escenario educativo deben ser lo suficientemente flexibles como para poder responder a todas las tensiones, participativos para lograr una verdadera transformación a partir de esfuerzos sinérgicos y sistemáticos con el fin de realizar avances reales.

## Propuesta
Esta propuesta integra lo anterior, y nace a partir de la necesidad de estandarizar la oferta del servicio en Educación Inicial en Colombia, en donde la Educación Inicial sólo se tuvo en cuenta –formalmente-, como proceso de vital importancia en la primera infancia hasta la década de los noventa, y por esta razón para el 2005 la oferta educativa se caracterizaba por su diversidad en cuanto a la calidad y cantidad. De otra parte, si bien la estandarización es un proceso administrativo, la efectividad de la escuela depende de él no solo en cuanto al desempeño de sus funciones tradicionales académicas sino también, en cuanto a su función de réplica del escenario social.
Su influencia social se refleja en la forma en que su hetereogenización permite la generación de diferentes niveles de oportunidad y por tanto, de acceso desigual para niños y niñas en su primera infancia a: procesos formativos, de socialización y en últimas, de un escenario de aprendizaje óptimo para el desarrollo de sus potencialidades. Es precisamente, en esa mediación estratificada en donde el acceso a los códigos de la cultura se convierte en una perpetuación de las líneas de pobreza e inequidad existentes, permitiendo que el poder adquisitivo de la familia del niño-a sea una señal ineludible de sus posibilidades.
Por eso, si bien la estandarización podría tocar las puertas de la autonomía institucional y diversos aspectos del proceso educativo, es necesaria puesto que permitirá que los establecimientos que ofertan el servicio tengan unos mínimos básicos que den garantía básica al servicio que recibirán niños y niñas. A este punto es necesario aclarar que aquello que se pretende estandarizar, no responde a los enfoques educativos utilizados en el proceso enseñanza aprendizaje, sino a unos contenidos básicos consensuados, que permitan el desarrollo de diferentes habilidades, capacidades y actitudes en el niño-a, independiente del costo de la matrícula o la orientación del docente.
Esta propuesta se realiza en este sentido, tratando de conciliar los contextos externos e internos de la “escuela”, y las perspectivas de sus diferentes actores, puesto que solo una conciliación verdadera de los diferentes agentes y normativas, podrá permitir el proceso de implementación y desarrollo de la estandarización, y con ella una oferta más equitativa en la Educación Inicial, es decir, una verdadera garantía a los derechos de igualdad y equidad en lo que refiere al acceso a la Educación.
Bajo esta perspectiva el modelo se desarrolló a partir de un estudio exploratorio de corte cualitativo (Torres, A. 2006), basado en la teoría de Kurt Lewin (Coffey, A. y Atkinson, P., 2003) y la Investigación Acción en educación (Elliot, J., 1997, 2000). Este estudio contó con la colaboración de la comunidad educativa de la institución educativa financiada por el gobierno distrital de Bogotá: “Casa Vecinal Adico Olarte”. 
El estudio tenía como objetivo principal el diseño de un proyecto de aula, para grado kinder que pudiera indicar el camino para la estandarización de la Educación Inicial en la ciudad de Bogotá, a partir de la conciliación de las diferentes perspectivas y tensiones existentes en este escenario educativo (Torres, 2006), y finalmente, permitió como valor agregado el diseño del modelo que hoy se presenta sin más preámbulos, en la gráfica No.1, que permite la visualización general del modelo:

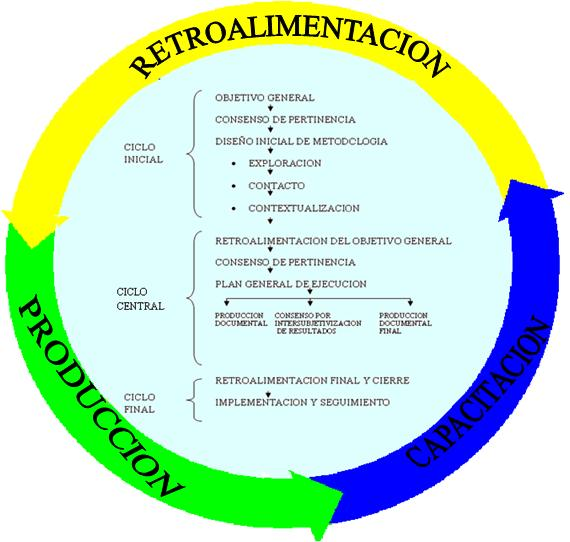
Imagen del Modelo para la Construcción de Consenso propuesto por la doctora Aura M. Torres Reyes (Colombia)

Este modelo, propone tres ciclos de desarrollo que son enmarcados en tres procesos continuos y elípticos que permiten: la validación, el avance y la socialización de los saberes requeridos para la construcción de consenso previo a la implementación de un proceso o proyecto dentro de una organización.

## El ciclo inicial
Hace referencia a la definición del objetivo, la pertinencia del proyecto y con base en ello, al diseño de una metodología inicial a partir de la exploración, el contacto con la población y la contextualización.  Esto implica que el órgano estatal  (o su equivalente) que ejerza función de asesoría y control, evidencie la existencia de un servicio heterogéneo que no permita la garantía de un mínimo básico de procesos y procedimientos en la relación enseñanza – aprendizaje. Con lo cual se hace implícita la retroalimentación de hallazgos, un proceso de capacitación en torno a la actualidad del área y la generación de un documento que de cuenta del proceso.

## El ciclo central
Parte de una visión más ajustada de la realidad retroalimentando el objetivo inicial, y validándose a través del consenso de pertinencia por parte de los diferentes actores de la experiencia, con ello se iniciará el plan general de ejecución basado en tres procesos simultáneos: Una producción documental inicial, que se valida por Intersubjetivización (Lyotard, J., 2000) y permite generar unos documentos finales. En este punto, es importante tener en cuenta los procesos y procedimientos ya documentados en la institución, tales como manuales de convivencia, reglamento interno de trabajo, horarios, planes y programas curriculares de nivel, y ver el ajuste de estos con la normativa actual, en general se trata de establecer un diagnóstico inicial que permita a los diferentes actores un reconocimiento de su realidad y sus posibilidades.
Una vez se tiene claro cual es el punto de partida, que procesos y procedimientos deben incluirse en la experiencia, y cuales son los objetivos de la misma se inicia un proceso de ajuste metodológico de co-construcción con la participación de los diferentes actores (representante estatal, directivo institucional, maestros, familias, estudiantes), que permita a los participantes conocer y explorar en torno a las posibilidades teóricas, legales u otras, y elegir las líneas de sustento de sus procesos y procedimientos. Sólo una vez conozcan sus posibilidades comienza la retroalimentación del estado actual y sus alternativas, y a partir de ello de forma continuada se procede a la co-construcción con procesos circulares de retroalimentación, capacitación y producción documental. 

## El ciclo final
Cuando se produzcan los documentos finales se realiza una retroalimentación final y cierre, que da inicio a la implementación y seguimiento de la misma. Este ciclo también tendrá en cuenta los procesos circulares generales de retroalimentación, capacitación y producción.
Es de anotar que cada uno de los tres componentes elípticos posee una función desde la perspectiva de Piaget se podrían explicar así: Retroalimentación (estructuración, ajuste), Capacitación (equilibración de estructuras conceptúales) y Producción (Asimilación de nuevos contenidos y exteriorización de los mismos por medio de operacionalizaciones). Estos componentes conllevan un proceso de continuo aprendizaje tanto en la escuela, como en los actores del proceso, que son en últimas quienes establecen el ritmo y el tiempo necesario para el desarrollo.
A nivel general se plantean tres sesiones para el ciclo inicial, cinco durante el ciclo central y dos en el ciclo final. Para su desarrollo se tienen en cuenta el uso de los instrumentos diseñados, de acuerdo a las necesidades percibidas en cada fase.
Es importante que los documentos correspondan a las necesidades e intereses de los diferentes actores, y ajustarse dentro de la concepción pedagógica de la escuela, por ello se sugiere tener en cuenta normativa actual, estándares educativos, legislación organizacional (derecho laboral, salud ocupacional, etc.), y la diferencia operativa de cada modelo pedagógico.
En la práctica durante el estudio exploratorio de aplicación se encontró que en la medida en que se involucren la mayor cantidad de actores posibles, aumenta las posibilidades de compromiso con el proceso y con la implementación, el uso de instrumentos como cuestionarios tiene una baja eficacia puesto que la tasa de devolución es inferior al 50%. Mientras que la técnica de grupos focales y entrevista con informantes claves muestran una dinámica que influye positivamente en el desarrollo de la experiencia y su mantenimiento.

## Conclusiones
Para concluir, el modelo permite un abordaje compartido de una realidad que posibilita a los actores de una comunidad conceder un espacio para reflexionar y transformar su que hacer cotidiano, a partir de un proceso participativo y consensuado que bien podría enmarcarse dentro del proceso de “gestión del conocimiento”.